# Reservation Road
Reservation Road is een Amerikaanse dramafilm uit 2007 onder regie van Terry George. Het verhaal is gebaseerd op het gelijknamige boek van John Burnham Schwartz. De film ging in première op het filmfestival van Toronto.

## Verhaal
Ethan (Joaquin Phoenix) en Grace Learner (Jennifer Connelly) zijn onderweg met de auto met hun zoontje Josh (Sean Curley) en dochtertje Emma (Elle Fanning). Ethan stopt bij een benzinestation omdat Emma moet plassen en grijpt de gelegenheid aan om wat ruitenwisservloeistof te halen. In de auto vertelde Grace aan de kinderen dat ze de in een pot gevangen vuurvliegjes thuis vrij moeten laten, omdat ze anders dood zullen gaan. Josh besluit dit tijdens de stop te doen.
De gescheiden advocaat Dwight Arno (Mark Ruffalo) is samen met zijn zoon Lucas (Eddie Alderson) naar een honkbalwedstrijd geweest. Ze rijden nu op dezelfde weg naar huis, waarbij Arno op zijn zenuwen wordt gewerkt door de telefoontjes van Ruth (Mira Sorvino), zijn ex-vrouw en de moeder van hun kind. Half oplettend ziet hij Josh niet en rijdt de jongen in één klap dood. Na even twijfelend vaart verminderd te hebben, rijdt hij alsnog in paniek door. De familie Learner blijft ontredderd achter. Ethan vangt alleen een glimp op van de bestuurder van de wagen die zijn zoontje dood reed. Lucas heeft van het hele voorval alleen de klap opgemerkt, omdat hij op dat moment net met de autoradio bezig was. Arno vertelt hem dat ze een blok hout geraakt hebben.
Learner probeert in eerste instantie op de politie te vertrouwen, maar er lijkt maar geen schot in hun zoektocht te komen. Hij weet zich geen weg met zijn verdriet en speurt op internet naar wat hij zelf kan doen in dit soort gevallen. Hij klopt vervolgens aan bij een advocatenkantoor, waar zijn zaak in behandeling wordt genomen door Steve Cutter (John Slattery) en zijn partner Dwight Arno.
Terwijl Learner zwelgt in zijn verdriet en steeds woedender wordt op de schijnbaar onvindbare 'gewetenloze moordenaar', wordt Arno verscheurd door schuldgevoelens. 's Nachts ligt hij wakker en keer op keer staat hij op het punt zichzelf aan te geven bij de politie. Hij heeft op zijn camera al een boodschap ingesproken voor Lucas om uit te leggen wat er is gebeurd en waarom hij dit moet doen. Het feit dat hij na een gewelddadig verleden met zijn vader en later zijn vrouw nu voor het eerst gelukkig is over zijn rol als vader, verhindert hem alleen telkens weer om over de drempel van het politiebureau te stappen. Het leed van de familie Learner komt alleen nog dichterbij als Ruth individuele pianolessen begint te geven aan Emma Learner, zodat ze een stuk kan spelen tijdens het schoolconcert ter ere van haar doodgereden broer.

## Rolverdeling
| Acteur            | Personage       | Opmerkingen              |
| ----------------- | --------------- | ------------------------ |
| Joaquin Phoenix   | Ethan Learner   |                          |
| Elle Fanning      | Emma            |                          |
| Jennifer Connelly | Grace Learner   |                          |
| Sean Curley       | Josh            |                          |
| Samuel Ryan Finn  | Cello Player    |                          |
| Eddie Alderson    | Lucas           |                          |
| Mark Ruffalo      | Dwight Arno     |                          |
| Susan Powell      | Elegant Parent  |                          |
| Cordell Clyde     | Jimmy McBride   | als Cordell Clyde Lochin |
| Antoni Corone     | Sergeant Burke  |                          |
| Kevin Herbst      | Driving Trooper |                          |
| Mira Sorvino      | Ruth Wheldon    |                          |
| Gary Kohn         | Norris Wheldon  |                          |
| John Slattery     | Steve Cutter    |                          |
| Nora Ferrari      | Nora Fannelli   |                          |

## Achtergrond
De film werd opgenomen in Stamford (Connecticut). De opnames begonnen in oktober 2006. Er werden ook stukken van de film opgenomen bij het attractiepark Lake Compounce in Bristol (Connecticut), de Olde Blue Bird Inn & Gas Station, en het honkbalveld in Easton (Connecticut).
De film werd met gemengde reacties ontvangen.